# Zirkoniumlegeringar
Zirkoniumlegeringar, med tenn och/eller niob, ibland med mindre halter av järn, nickel, krom och syre, kännetecknas av god beständighet mot korrosion samt liten benägenhet att absorbera termiska neutroner (lågt neutrontvärsnitt). Detta gör materialet väl lämpat att användas till kapslingsrör för kärnbränsle och andra detaljer i reaktorhärden i vattenkylda kärnreaktorer, där det låga tvärsnittet för neutroner bidrar till god neutronekonomi samt mindre benägenhet för materialet att degraderas av den höga neutronstrålningen. Handeln med dessa typer av zirkoniumlegeringar är underställd icke-spridningsavtalet. I kokvattenreaktorer (BWR) används i huvudsak legeringen Zircaloy-2, som enligt ASTM:s specifikation ska innehålla 1,20-1,70 (vikt-)% Sn, 0,07-0,20 % Fe, 0,05-0,15 % Cr och 0,03-0,08 % Ni. Nya varianter med järnhalt något över den för Zircaloy-2 specificerade håller på att introduceras. Detta på grund av att högre järnhalt leder till lägre väteupptag. I tryckvattenreaktorer (PWR) har legeringen Zircaloy-4 historiskt använts. Den innehåller, till skillnad från Zircaloy-2, inte Ni. Både Zircaloy-2 och Zircaloy-4 innehåller O, typiskt omkring 0,1 %. Numera används vanligen Nb-innehållande zirkoniumlegeringar i tryckvattenreaktorer. Sådana används också i ryskdesignade reaktorer (VVER och RBMK) och i CANDU-reaktorer.
Vid tillverkning av kärnbränslet pressas och sintras urandioxid till ett keramiskt material. Urandioxiden pressas till fingertjocka kutsar med en täthet på cirka 10 g/cm³. Kutsarna förs in i kapslingsrör bestående av zirkoniumlegeringar, som till ca 97-99 % består av metallen zirkonium. Vattenkylning i reaktorer innehållande legeringen ökar kraven på att legeringen är motståndskraftig emot korrosion. Legeringens oxidation med vatten frigör vätgas som delvis diffunderar in i legeringen och formar zirkoniumhydrider. Dessa hydrider har en mindre densitet och är mekaniskt svagare än legeringen, ett fenomen som kallas väteförsprödning.
En av världens största tillverkare av kapslingsrör av zirkoniumlegeringar för kärnbränsle är det svenska företaget Sandvik AB, som redan på 1960-talet började tillverkning av sådana rör.